# 阿尔贝特·绍尔
阿尔贝特·绍尔（德語：Albert Sauer；1898年8月17日—1945年5月3日）曾在纳粹德国毛特豪森-古森集中營担任集中营长官。1945年5月，阿尔贝特·绍尔通过北部鼠线逃往弗伦斯堡。他最終因伤而死，没能因罪行而受审。